# Hans Dukkers

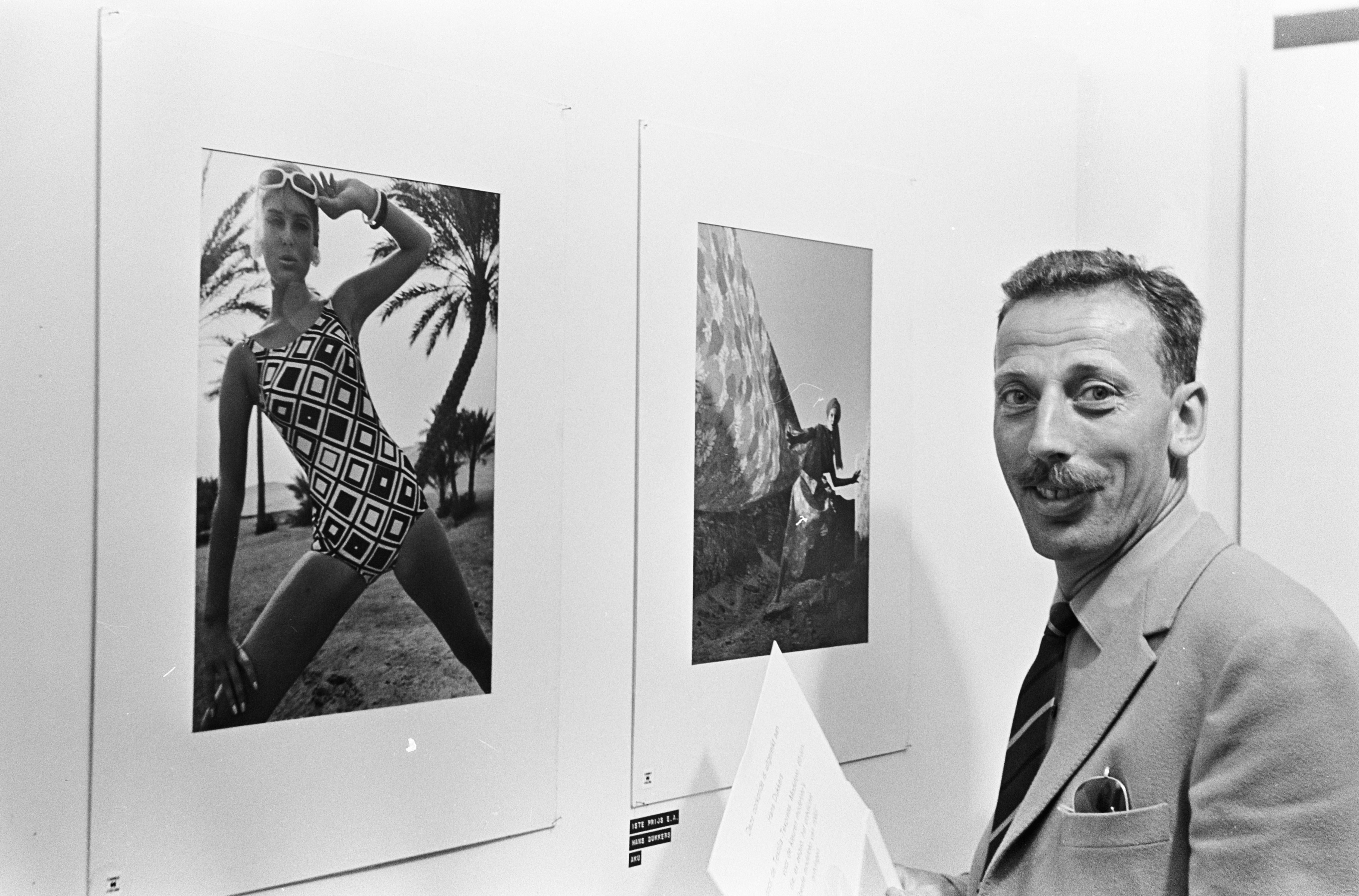
Hans Dukkers voor zijn prijswinnende foto's (1966)

Hendricus Wilhelmus Alouijsius (Hans) Dukkers (Zandvoort, 30 december 1920 – Amsterdam, 5 augustus 1985) was een Nederlands fotograaf en pionier van de Nederlandse modefotografie. Zijn carrière besloeg de periode van 1947 tot in de tweede helft van de jaren zestig, met als hoogtepunt de jaren vijftig en zestig, waarin hij de meest toonaangevende fotograaf op het gebied van mode en couture was. De opkomst van de modefotografie in Nederland wordt vaak met Paul Huf verbonden, maar in werkelijkheid ging Hans Dukkers hem voor.
Zijn foto's werden tentoongesteld in onder meer het Amsterdams Historisch Museum en het Fotomuseum Winterthur, en zijn opgenomen in collecties van onder andere het Maria Austria Instituut en het Rijksmuseum. 

## Biografie
Dukkers begon als zweminstructeur en jiu-jitsuleraar. Tijdens de mobilisatie werd hij opgeroepen voor militaire dienst. Na de capitulatie werd hij kort krijgsgevangen genomen. In 1944 werd hij gearresteerd wegens het ontduiken van de Arbeitseinsatz. Na de oorlog vestigde hij zich in Amsterdam, waar hij een instituut voor massage en figuurcorrectie opende. 
In 1947 begon Dukkers met fotograferen. In deze periode maakte hij talloze etalagefoto’s in Amsterdam. Opvallend is hoe snel hij zich ontwikkelde tot professioneel fotograaf: hoewel hij vermoedelijk autodidact was, zijn de foto's zorgvuldig belicht en gecomponeerd. In 1947 maakte hij zijn eerste reportage van de modeshow L'Heure des Dames in het Doelen Hotel.  Zijn eerste studio-opnamen maakte hij in 1948. Vanaf 1949 kreeg hij landelijke bekendheid met opdrachten voor de Amsterdam Fashion Week. Dukkers werkte voor vooraanstaande couturiers zoals Max Heymans, Ferry Offerman, Dick Holthaus en Frank Govers. In de loop van de jaren zestig breidde hij zijn werkgebied uit naar reclamefotografie. Vanaf de jaren zeventig richtte hij zich voornamelijk op opdrachtgevers in de bad- en lingeriemode.
Vanaf het einde van de jaren vijftig werd Dukkers in de pers genoemd als dé toonaangevende Nederlandse modefotograaf. Zijn stijl werd waarschijnlijk beïnvloed door het werk van Erwin Blumenfeld, Irving Penn en Horst P. Horst, dat hij kende uit het Amerikaanse tijdschrift Vogue. Hij profileerde zich als vrouwenfotograaf met een scherp oog voor talent. Zijn belangstelling ging meer uit naar de mens dan naar de kleding. Hij werkte nauw samen met zijn modellen. Hij plaatste een spiegel naast zijn camera, zodat zij hun houding konden zien en aanpassen. 

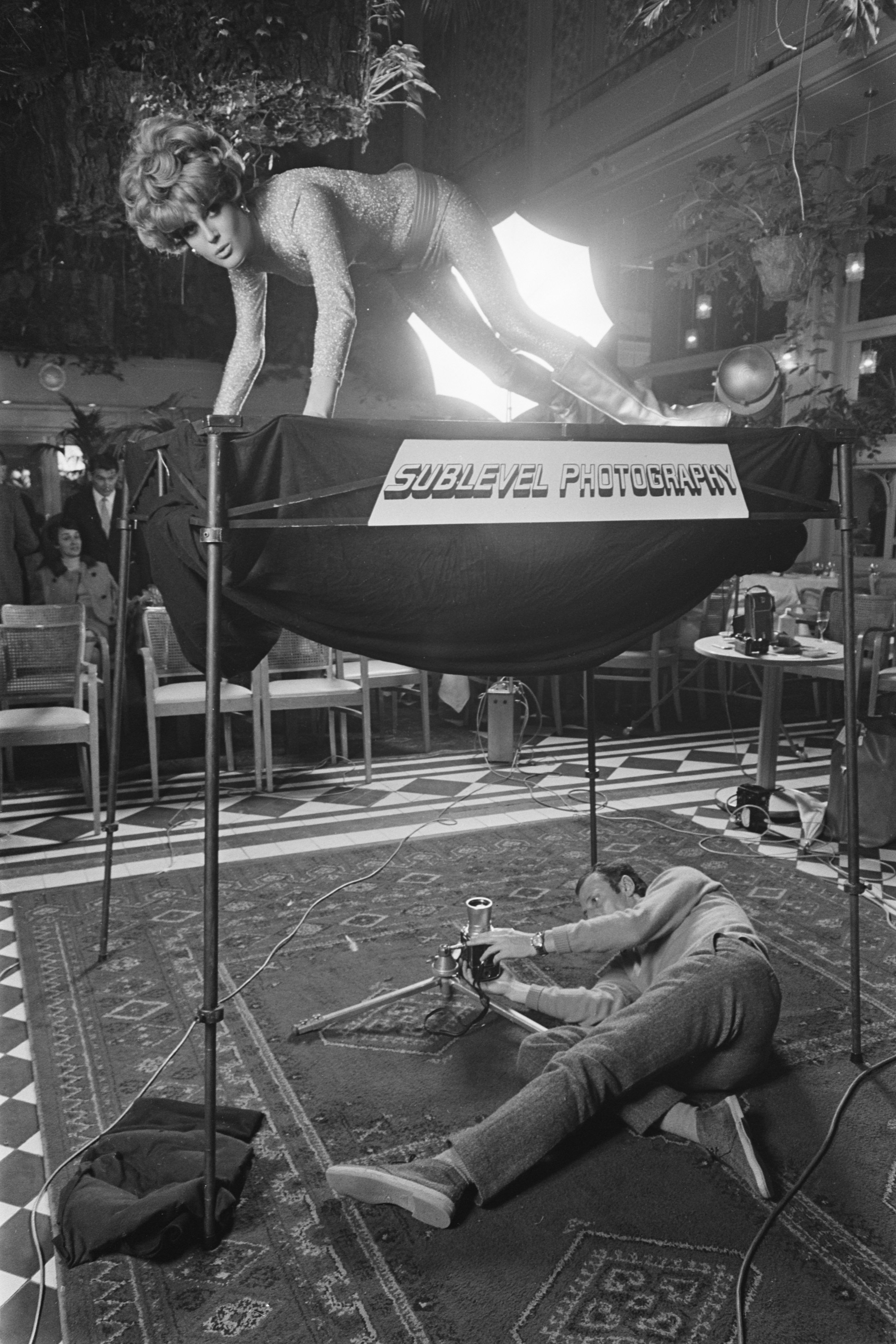
Sublevel photography van Hans Dukkers. Dukkers fotografeert een model van onderen door een glasplaat. (1967)

Vanaf 1961 werkte Dukkers ook in kleur. In 1966 werd zijn werk bekroond met de eerste prijs in de categorie kleurenfotografie tijdens Modefoto '65, een fotowedstrijd op initiatief van de vakbladen Textilia en Texpress. In 1967 introduceerde Dukkers zijn sublevel photography: een techniek waarbij een model op een glazen plaat van onderaf werd gefotografeerd, wat beelden met een ongewoon perspectief opleverde.  In 1985 verhuisde hij naar de Watergraafsmeer, maar hij heeft zijn studioruimte daar niet meer in gebruik genomen. Hij overleed op 5 augustus van dat jaar.